# Célula HEK

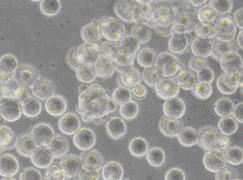
Células HEK 293

As células 293 de rim embrionárias humanas, também muitas vezes referidas como células HEK 293, HEK-293, células 293, ou menos precisamente como células HEK, são uma linha celular específica originalmente derivada de células de rim embrionárias humanas cultivadas em cultura de tecido retirada de um feto feminino abortado. As células HEK 293 têm sido amplamente utilizadas na pesquisa de biologia celular por muitos anos, devido ao seu crescimento confiável e propensão para transfecção. Eles também são usados pela indústria de biotecnologia para produzir proteínas terapêuticas e vírus para terapia genética.

## História

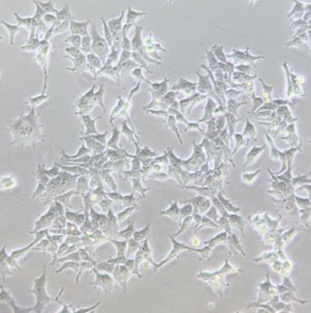
Células 293FT, uma variação da célula 293

As células HEK 293 foram geradas em 1973 por transfecção de culturas de células de rim humano normal com DNA de adenovírus 5 cortado no laboratório de Alex van der Eb em Leiden, Holanda. As células foram obtidas de um único feto, aparentemente saudável, legalmente abortado de acordo com a lei holandesa; a identidade dos pais e o motivo do aborto são desconhecidos. As células foram cultivadas por van der Eb; a transfecção por adenovírus foi realizada por Frank Graham, um pós-doutorando no laboratório de van der Eb. Eles foram publicados em 1977 depois que Graham deixou Leiden para ir para a Universidade McMaster. Eles são chamados de HEK, pois se originaram em culturas de rins embrionários humanos, enquanto o número 293 veio do hábito de Graham de numerar seus experimentos; o clone de células HEK 293 original era de seu 293º experimento. Graham realizou a transfecção um total de oito vezes, obtendo apenas um clone de células que foram cultivadas por vários meses. Depois de se adaptarem presumivelmente à cultura de tecidos, as células deste clone desenvolveram-se na linha HEK 293 relativamente estável.
A análise subsequente mostrou que a transformação foi provocada pela inserção de ~4,5 quilobases do braço esquerdo do genoma viral, que foi incorporado no cromossomo humano 19.
Por muitos anos, presumiu-se que as células HEK 293 eram geradas pela transformação de células fibroblasto, endotélio ou epitélio, todas abundantes nos rins. No entanto, a transformação do adenovírus original foi ineficiente, sugerindo que a célula que finalmente produziu a linha HEK 293 pode ter sido incomum de alguma forma. Graham e colaboradores forneceram evidências de que as células HEK 293 e outras linhas de células humanas geradas pela transformação de adenovírus de células renais embrionárias humanas têm muitas propriedades de neurônios imaturos, sugerindo que o adenovírus transformou preferencialmente uma célula de linhagem neuronal na cultura original do rim.
Um estudo abrangente dos genomas e transcriptomas de HEK 293 e cinco linhas de células derivadas comparou o transcriptoma HEK 293 com o do rim humano, adrenal, hipófise e tecido nervoso central. O padrão HEK 293 mais se assemelha ao das células adrenais, que possuem muitas propriedades neuronais. Dada a localização da glândula adrenal (adrenal significa "próximo ao rim"), algumas células adrenais podem ter aparecido em uma cultura embrionária derivada de rim e podem ser preferencialmente transformadas por adenovírus. Os adenovírus transformam as células da linhagem neuronal com muito mais eficiência do que as células epiteliais renais humanas típicas. Uma célula precursora adrenal embrionária, portanto, parece a célula de origem mais provável da linha HEK 293. Como consequência, as células HEK 293 não devem ser usadas como um modelo in vitro de células renais típicas.
As células HEK 293 possuem cariótipo complexo, exibindo duas ou mais cópias de cada cromossomo e com número  Moda (Estatística) de cromossomos 64. São descritas como hipotriploides, contendo menos de três vezes o número de cromossomos de um gameta humano haplóide. As anormalidades cromossômicas incluem um total de três cópias do cromossomo X e quatro cópias do cromossomo 17 e do cromossomo 22. A presença de vários cromossomos X e a falta de qualquer traço de sequência derivada do cromossomo Y sugerem que o feto de origem era uma mulher.

## Variantes
Múltiplas variantes da HEK 293 têm sido reportadas.
- HEK 293F
- HEK 293FT
- HEK 293T
- HEK 293S
- HEK 293FTM
- HEK 293SG
- HEK 293SGGD
- HEK 293H
- HEK 293E
- HEK EBNA1-6E[7]
- HEK 293MSR
- HEK 293A

## Aplicações

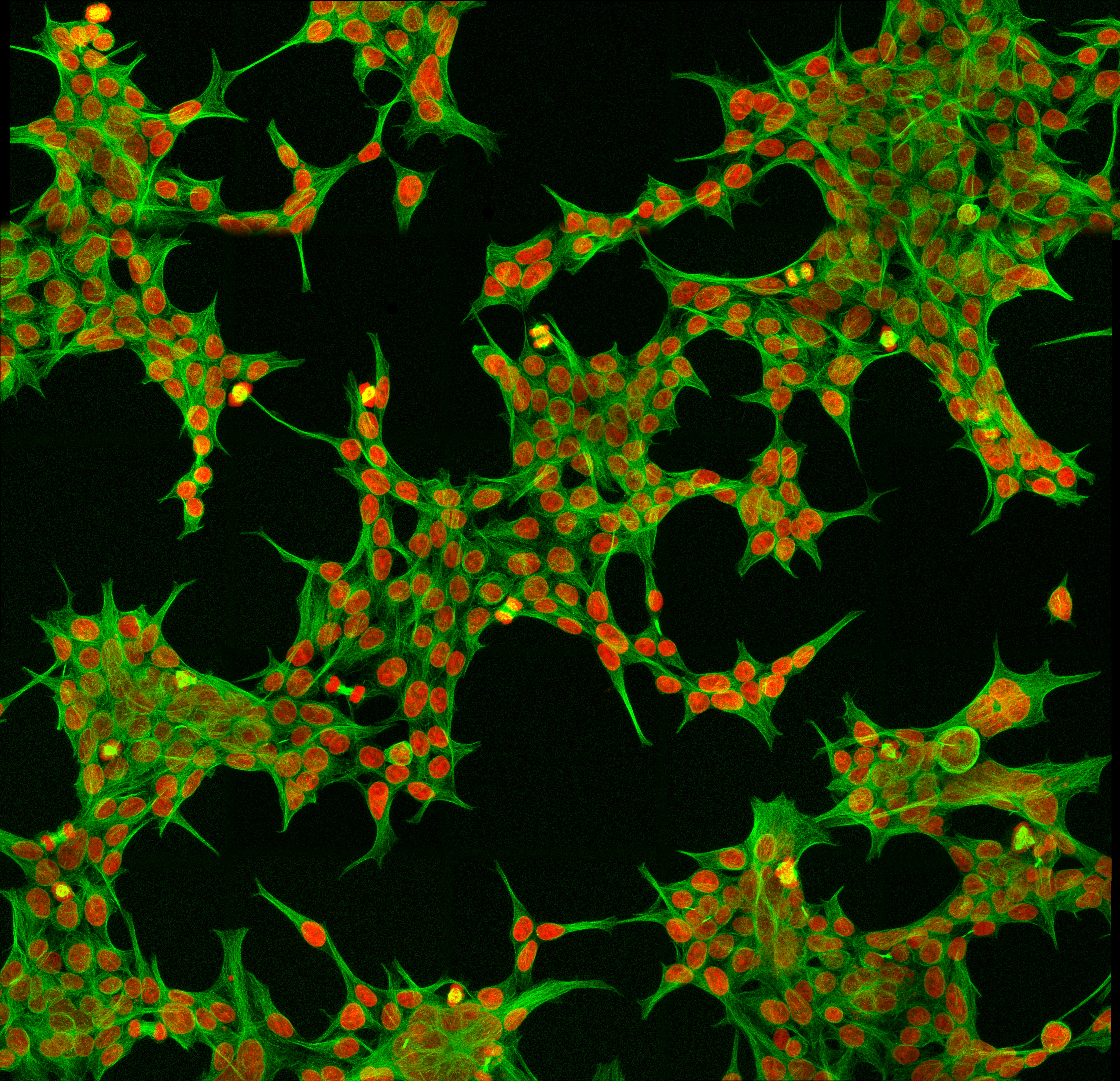
Células HEK 293 imunoflorescentes

As células HEK 293 são fáceis de crescer em cultura celular e transfectar. Eles têm sido usados como hospedeiros para a expressão gênica. Normalmente, esses experimentos envolvem a transfecção em um gene (ou combinação de genes) de interesse e, em seguida, a análise da proteína expressa. O uso generalizado desta linha celular deve-se à sua transfectabilidade pelas várias técnicas, incluindo o método do fosfato de cálcio, atingindo eficiências próximas de 100%.
Exemplos de tais experimentos incluem:
- Efeitos de uma droga nos canais de sódio[8]
- Sistema de interferência de RNA induzível[9]
- Agonista de proteína quinase C seletivo de isoforma[10]
- Interação entre duas proteínas[11]
- Sinal de exportação nuclear em uma proteína[12]

Um uso mais específico de células HEK 293 é na propagação de vetores adenovirais. Os vírus oferecem um meio eficiente de entregar genes às células, para o qual eles evoluíram, e são, portanto, de grande utilidade como ferramentas experimentais. No entanto, como patógenos, eles também representam um risco para o experimentador. Esse perigo pode ser evitado pelo uso de vírus que não possuem genes-chave e que, portanto, não podem se replicar após entrar na célula. Para propagar tais vetores virais, é necessária uma linha celular que expresse os genes ausentes. Uma vez que as células HEK 293 expressam vários genes adenovirais, elas podem ser usadas para propagar vetores adenovirais nos quais esses genes (normalmente, E1 e E3) são deletados, como o AdEasy.
Uma variante importante desta linha celular é a linha celular 293T. Ele contém o antígeno T grande de SV40 que permite a replicação epissomal de plasmídeos transfectados contendo a origem de replicação de SV40. Isso permite a amplificação de plasmídeos transfectados e expressão temporal estendida de produtos de genes desejados. HEK 293, e especialmente HEK 293T, células são comumente usadas para a produção de vários vetores retrovirais. Várias linhas de células retrovirais de empacotamento também são baseadas nessas células.

## Proteínas nativas de interesse
Dependendo de várias condições, a expressão gênica das células HEK 293 pode variar. As proteínas de interesse a seguir (entre muitas outras) são comumente encontradas em células HEK293 não tratadas:
- Corticotrophin releasing factor type 1 receptor[16]
- Sphingosine-1-phosphate receptors EDG1, EDG3 and EDG5[17]
- Muscarinic acetylcholine receptor M3[18]
- Transient receptor potential TRPC1, TRPC3, TRPC4, TRPC6[19]